# Elimination Chamber 2022
Elimination Chamber (2022) was de 12e professioneel worstel-pay-per-view (PPV) en WWE Network evenement van Elimination Chamber dat georganiseerd werd door de World Wrestling Entertainment voor hun Raw en SmackDown brands. Het evenement vond plaats op 19 februari 2022 in de Jeddah Super Dome (JSD) in Djedda, Saoedi-Arabië.
Dit was het zevende evenement onder WWE's 10-jarige partnerschap ter ondersteuning van Saudi Vision 2030. Tevens was dit het eerste evenement van Elimination Chamber dat plaatsvond buiten de Verenigde Staten en op een zaterdag werd gehouden.

## Productie

### Verhaallijnen
Bij het evenement Royal Rumble, won Bobby Lashley van Brock Lesnar om het WWE Championship doordat Paul Heyman Lesnar had verraden. Op 31 januari 2022, aflevering van Raw, werd er aangekondigd dat Lashley zijn WWE Championship zou verdedigen in een Elimination Chamber match. Daarna kwam Lesnar tevoorschijn en eiste een herkansingswedstrijd, hoewel Lashley de uitdaging niet accepteerde op het advies van MVP. WWE Official Adam Pearce onthulde dat Lesnar zou deelnemen aan de Elimination Chamber match. Later kondigde Seth "Freakin" Rollins ook aan dat hij een van de deelnemers zou zijn vanwege het technisch winnen van zijn wedstrijd bij de Royal Rumble. De laatste drie plaatsen werden die avond bepaald in kwalificatiewedstrijden: Austin Theory, Riddle en AJ Styles kwalificeerden zich door respectievelijk Kevin Owens, Raw Tag Team Champion Otis en Rey Mysterio te verslaan.
Roman Reigns was oorspronkelijk in een wedstrijd gepland tegen Goldberg voor het Universal Championship bij het evenement WrestleMania 36 in april 2020. Echter, vanwege het begin van de COVID-19-pandemie kort voor het evenement, trok Reigns zich terug uit de wedstrijd vanwege zijn immuun gecompromitteerde toestand van eerdere gevechten met leukemie. Na 2 jaar op een aflevering van SmackDown op 4 februari 2022, waarbij Reigns nu als Universal Champion die hij won bij het evenement Payback in augustus 2020, kwam Goldberg tevoorschijn en daagde Reigns uit voor wedstrijd om het Universal Championship voor het evenement Elimination Chamber wat officieel werd gemaakt.
Op 7 februari 2022, een aflevering van Raw, werd er een Elimination Chamber match gepland voor een wedstrijd om het Raw Women's Championship bij het evenement WrestleMania 38. Bianca Belair, Liv Morgan, Rhea Ripley, Doudrop en Nikki A.S.H waren bevestigd als deelnemers, waarvan nog een plekje vrij was. Bovendien voltooide Alexa Bliss, na weken van therapiesessies, nadat haar pop Lilly was vernietigd bij het evenement Extreme Rules in september 2021, haar laatste sessie en noemde zichzelf de zesde deelnemer voor de wedstrijd.

## Matches
| Nr. | Match | Winnaar(s)           | Opmerkingen                                                                                                  | Bron  |
| --- | --- | -------------------- | --- | ----- |
| 1P  | Rey Mysterio (met Dominik Mysterio) vs. The Miz                                                          | Rey Mysterio         | Een-op-een match.                                                                                            | [ 8 ] |
| 2   | Roman Reigns (c) (met Paul Heyman) vs. Goldberg                                                          | Roman Reigns         | Een-op-een match voor het WWE Universal Championship.                                                        | [ 8 ] |
| 3   | Bianca Belair vs. Alexa Bliss vs. Doudrop vs. Liv Morgan vs. Nikki A.S.H. vs. Rhea Ripley                | Bianca Belair        | Elimination Chamber match voor een WWE Raw Women's Championship-wedstrijd bij het evenement WrestleMania 38. | [ 8 ] |
| 4   | Ronda Rousey & Naomi vs. Charlotte Flair & Sonya Deville                                                 | Ronda Rousey & Naomi | Tag team match. Ronda Rousey moest worstelen met één arm op haar rug gebonden.                               | [ 8 ] |
| 5   | Drew McIntyre vs. Madcap Moss (met Happy Corbin)                                                         | Drew McIntyre        | Falls Count Anywhere match.                                                                                  | [ 8 ] |
| 6   | Becky Lynch (c) vs. Lita                                                                                 | Becky Lynch          | Een-op-een match voor het WWE Raw Women's Championship.                                                      | [ 8 ] |
| 7   | The Usos (Jimmy & Jey Uso) (c) vs. Viking Raiders (Erik & Ivar)                                          | N.V.T.               | Tag Team match voor het WWE SmackDown Tag Team Championship. De wedstrijd leverde geen winnaar op.           | [ 8 ] |
| 8   | Brock Lesnar vs. Bobby Lashley (c) vs. AJ Styles vs. Austin Theory vs. Riddle vs. Seth "Freakin" Rollins | Brock Lesnar (nc)    | Elimination Chamber match voor het WWE Championship.                                                         | [ 8 ] |